# Luciano González (giocatore di calcio a 5)
Luciano Nicolás González Ventura, detto Lucho (Stratford, 7 novembre 1994), è un giocatore di calcio a 5 statunitense con cittadinanza argentina.

## Biografia
González è nato negli Stati Uniti da genitori argentini; tre anni dopo la sua nascita, la famiglia fece ritorno a Mendoza. 

## Carriera
González si è formato nel settore giovanile del Club Alemán de Mendoza. Nel 2015 ha disputato la Coppa Intercontinentale con il Toronto. Tuttavia, la maggioranza della sua carriera si è svolta nelle serie minori del campionato italiano. A livello internazionale ha optato per rappresentare la nazionale statunitense, nella quale ha esordito il 3 maggio 2021 nel pareggio per 1-1 contro El Salvador valido per la fase a gironi della CONCACAF Futsal Championship. Con gli yankees ha disputato anche la successiva Coppa del Mondo. Nel 2023 e nel 2024 González è stato premiato come miglior giocatore della nazionale statunitense di calcio a 5, diventando il primo calcettista a vincere il riconoscimento per due volte.